# 전기도관

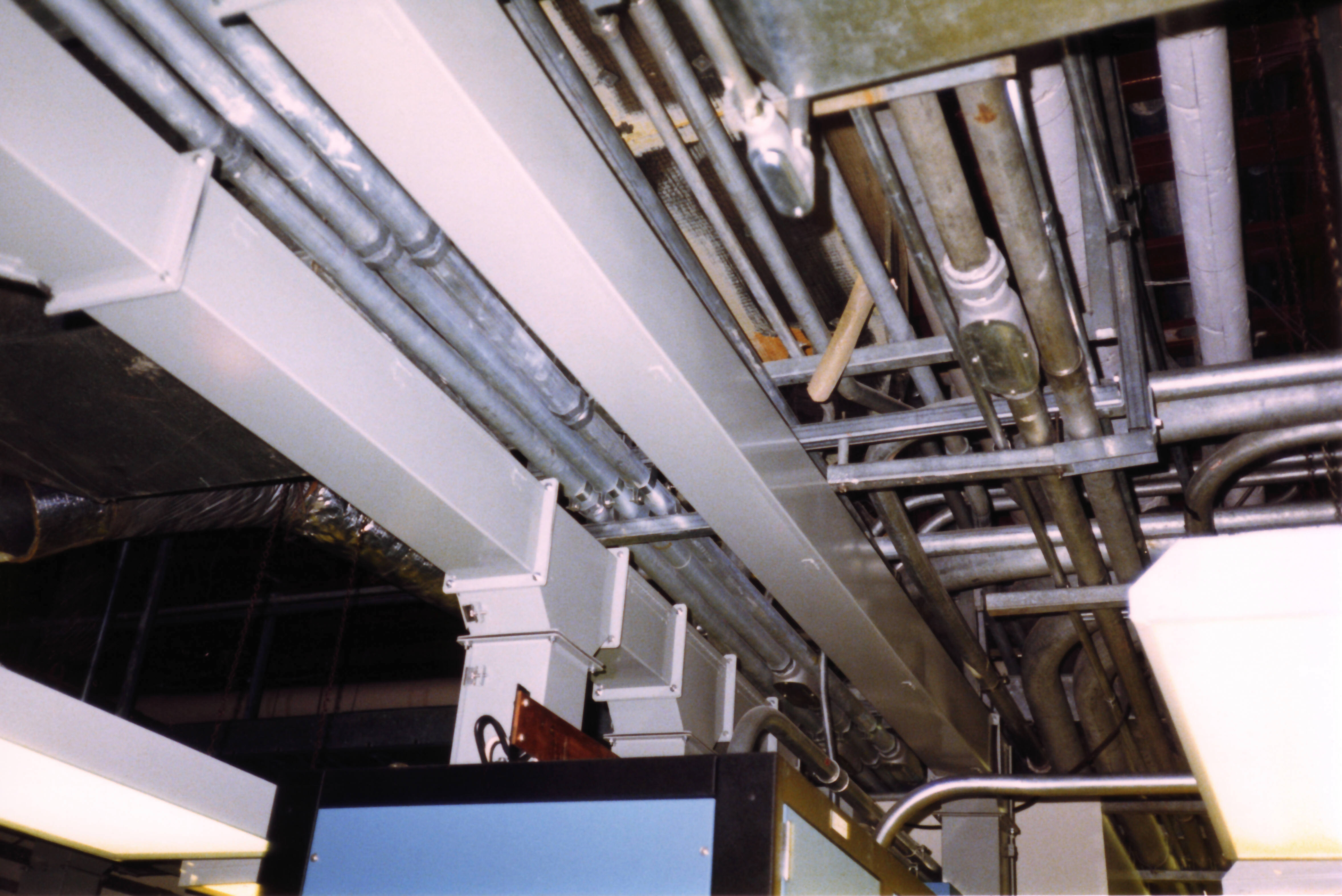
건물 내부의 전기도관 및 버스덕트

전기도관(electrical conduit)은 건물이나 구조물의 전기 배선을 보호하고 라우팅하는 데 사용되는 튜브이다. 전기도관은 금속, 플라스틱, 섬유 또는 구운 점토로 만들어질 수 있다. 대부분의 도관은 단단하지만 유연한 도관은 일부 목적으로 사용된다.
전기도관은 일반적으로 전기 장비 설치 현장에서 전기기술자가 설치한다. 용도, 형태 및 설치 세부 사항은 미국 전기 규정(NEC) 및 기타 건물 규정과 같은 배선 규정에 의해 지정되는 경우가 많다.

## 유형
덕트 시스템은 벽 두께, 기계적 강성, 튜빙 재질을 기준으로 분류됩니다. 일반적으로 금속 파이프와 비금속 파이프로 나눌 수 있습니다.

### 금속
강성 금속 도관(RMC)은 일반적으로 코팅 강철, 스테인리스 강철 또는 알루미늄으로 만들어진 두꺼운 벽의 나사산 파이프입니다.
아연 도금 강관(GRC)은 나사산을 만들 수 있을 만큼 두꺼운 벽을 가진 아연 도금 강관입니다. 일반적으로 상업 및 산업용 건물에 적용됩니다. 이는 전선과 커넥터를 보호하도록 설계되었습니다.
중간 금속 전선관(IMC)은 EMT보다 무겁지만 RMC보다 가벼운 강철 전선관입니다. 스레드 처리를 수행할 수 있습니다.
전기 금속 전선관(EMT)은 때때로 얇은 벽 튜브라고도 하며, GRC보다 저렴하고 가볍기 때문에 아연 도금 강성 전선관(GRC) 대신 자주 사용됩니다. EMT 자체에는 나사산이 없지만 나사산이 있는 부속품을 클램프로 고정하여 사용할 수 있습니다. 길이가 다른 도관은 클립온 피팅을 통해 서로 연결되고 장비에 연결됩니다. GRC와 마찬가지로 EMT는 주거용보다는 상업용, 산업용 건물에서 더 흔합니다. EMT는 일반적으로 코팅된 강철로 만들어지지만 알루미늄으로 만들어질 수도 있습니다.
알루미늄 도관은 아연 도금 강철 도관과 유사하며, 더 높은 내식성이 요구되는 상업 및 산업 분야에서 자주 사용되는 단단한 튜브입니다.

### 비금속
PVC 도관은 강철 도관 소재에 비해 무게가 가장 가벼운 것으로 꾸준히 평가되고 있으며, 일반적으로 다른 형태의 도관보다 비용이 저렴합니다. 북미 전기 실무에서 PVC 도관은 13가지 크기와 벽 두께로 제공되며, 얇은 벽 종류는 콘크리트에 직접 매설하는 데만 적합하고 두꺼운 벽 종류는 직접 매설 및 옥외 프로젝트에 적합합니다. 다양한 금속 배관용 피팅 대부분은 PVC로도 제공됩니다. 이 플라스틱 소재는 습기를 밀어내고 많은 부식성 물질에 대한 저항성이 있지만, 튜브는 전도성이 없으므로 각 도관을 통해 추가 접지선을 끌어야 합니다. PVC 도관은 특별히 설계된 가열 도구를 사용하여 현장에서 가열하고 구부릴 수 있습니다.
강화 열경화성 수지 도관(RTRC)이나 유리 섬유 도관은 금속 도관에 비해 가벼워서 노동 비용을 줄이는 데 도움이 됩니다. 때때로 FRE라고도 하는데, 이는 "유리섬유 강화 에폭시"의 약자입니다. 하지만 이 용어는 FRE Composites의 법적 등록 상표입니다. 강성 비금속 도관(RNC)은 나사산이 없는 비금속의 매끄러운 벽면 튜빙입니다.
전기용 비금속 튜빙(ENT)은 습기 방지 및 난연성이 있는 얇은 벽의 골판지 튜빙입니다. 유연하고 손으로 구부릴 수 있으며 일반적으로 유연하지만 액세서리는 유연하지 않습니다. 물결 모양이라 나사산이 없지만, 일부 부속품에는 나사산이 있을 수 있습니다.
LSZH 도관(저연성 무할로겐 도관): 이 새로운 유형의 전기 도관은 일반적으로 PP나 PE와 같은 플라스틱으로 만들어집니다.
업계에서는 이를 여러 가지 이름으로 부르는데, 다음 표에 요약되어 있습니다.
저연성 할로겐 덕트 용어 비교표
| LSZH 전선관 산업 약어 목록 | LSZH 전선관 산업 약어 목록                                                                  |
| -------------------------- | ------------------------------------------------------------------------------------------- |
| 약어                       | 의미                                                                                        |
| LSZH                       | Low smoke, zero halogen(저연성 무할로겐)                                                    |
| LSF                        | Low smoke, fume(낮은 연기)                                                                  |
| LSOH (LS0H)                | Low smoke, zero (0) halogen(저연성 무할로겐)                                                |
| LSHF(LSFH)                 | Low smoke, halogen-free(free halogen) (저연성 무할로겐)                                     |
| LSNH                       | Low smoke, non-halogen(저연성, 할로겐 프리)                                                 |
| NHFR                       | Non-halogen, flame retardant(할로겐 프리 난연제)                                            |
| HFFR                       | Halogen-free, flame retardant(할로겐 프리 난연제)                                           |
| ZHFR                       | Zero Halogen, Flame Retardant(할로겐 프리 난연제)                                           |
| OHLS                       | Zero Halogen, Flame Retardant(할로겐 프리 난연제)                                           |
| HFT                        | Halogen Free and Flame Retardant, Temperature Resistant(할로겐 무함유, 난연성, 고온 내구성) |
| RKHF                       | RK means wall thickness, Halogen Free (RK는 벽 두께, 할로겐 프리)                           |